# L'Escardívol
L'Escardívol és una obra del municipi de Rubí (Vallès Occidental) protegida com a bé cultural d'interès local.

## Descripció
Conjunt constituït per dues naus industrials paral·leles de planta rectangular amb planta baixa i dos pisos. Hi ha una xemeneia exempta. El fort desnivell de l'emplaçament provoca l'adaptació de la façana, en la nau exterior (obra vista) de planta baixa i un pis en la zona alta, i de planta baixa i dos pisos en la zona baixa. La façana de la nau exterior s'estructura en franges verticals emmarcades per pilastres i una cornisa, on hi ha les obertures d'arc aparellat (dos filades de maó en el pis superior i tres filades de planta baixa). Les obertures de la planta baixa s'adapten al terreny augmentant la seva dimensió vertical. L'interior de la nau s'estructura en franges verticals emmarcades per pilastres en els pisos superiors, i la planta baixa esdevé un sòcol continu, i les obertures s'han unificat en una obertura rectangular de tres alçades. Actualment s'ha afegit una escala metàl·lica exterior a la façana. Les naus es relacionen per una passarel·la i per un pati delimitat per les seves façanes interiors.

## Història
El 1835 s'hi estableix una filatura de seda. El 1888 és comprada per Pere Ribes i Oleart que hi instal·là "la Pelleria", fàbrica de rentat i tria de llana. El 1918 els germans Archs compren el conjunt i hi instal·len una fàbrica d'aprestos, tints i acabats. El 1921 es constitueix "Rubí Industrial SA" que deixà d'exercir la seva activitat el 1934. Durant la Guerra Civil la gestió estigué col·lectivitzada i sembla que es van fabricar granades i altres municions. Amb la riuada de 1962 l'edifici es va veure afectat. L'any 1985 va ser adquirit per l'Ajuntament de Rubí que el va rehabilitar.